# Erwin Lang (Maler)
Erwin Lang (* 22. Juli 1886 in Wien; † 10. Februar 1962 ebenda) war ein österreichischer Maler und Grafiker, zudem arbeitete er als Illustrator, Bühnenbildner, Plakatgestalter und Schmuckentwerfer.

## Leben und Wirken
Erwin Lang war der Sohn der Sozialarbeiterin und Frauenrechtlerin Marie Lang. Von 1903 bis 1907 besuchte er die Wiener Kunstgewerbeschule bei Alfred Roller, Erich Mallina, Willibald Schulmeister, Rudolf von Larisch, Rosalia Rothansl, Leopoldine Guttmann, Carl Otto Czeschka und Bertold Löffler.
1906 produzierte er die erste Ausstattung für das Theater in der Josefstadt („Hanneles Himmelfahrt“), weitere Tätigkeiten als Bühnenbildner folgten in Wien und Berlin, u. a. 1913/1914 für Max Reinhardt. Seine Arbeiten stellte er erstmals 1908 auf der Wiener Kunstschau aus. Im Jahr 1911 stellte Lang in einer Ausstellung des Hagenbundes, dessen Mitglied er war, mit Oskar Kokoschka, Anton Faistauer, Anton Kolig und Schiele aus. Eines seiner wesentlichen Gebiete waren auch Holzschnitte. Seine Holzschnitte wurden auch für Buchillustration genutzt. 1913 organisierte er gemeinsam mit F. A. Harta eine Internationale Schwarz-Weiss-Ausstellung.
Zwischen 1914 und 1920 war er zur Kriegsdienstleistung eingezogen bzw. kam nach Sibirien in russische Gefangenschaft. Um zu überleben, wurden im Lager von Krasnojarsk auf Initiative der Gefangenen verschiedenste Güter hergestellt. Die Werbetexte und Etiketten dafür stellte Erwin Lang her. Zuerst produzierte er Druckplatten, was ihm durch seine Holzschnitte vertraut war, und druckte händisch täglich 40 Exemplare. Dann tat er sich mit Rudolf Haybach zusammen, der als Ingenieur eine hölzerne Rotationspresse baute und auf der Lang seine Linolschnitte einspannen konnte. Dadurch konnten sie nun pro Tag acht- bis zehntausend Drucke herstellen, mit denen für Streichhölzer, Papirossi, Schuhwachs oder Maccaroni geworben wurde, aber auch für das Lagertheater. Im Lager taten sich Lang, Haybach und Heimito von Doderer zusammen, um das Tao Te King des Lao Tse in der Übersetzung von Richard Wilhelm abzuschreiben. 1920 kam er erst aus russischer Kriegsgefangenschaft, aus der er fliehen konnte, über China zurück. Seine Flucht brachte ihn nach Tsingtau, wo er bei Richard Wilhelm Unterschlupf gefunden hatte.
Er begann anschließend als Bühnendekorateur in Wien und Berlin zu arbeiten. Ebenso kam es zu einer Zusammenarbeit mit dem in Sibirien kennengelernten Rudolf Haybach. Dessen erstes Verlagswerk erschien im Gründungsjahr 1922 in einer Auflage von 600 Exemplaren Hoffnung auf China. Die Nummern 1–20 waren in Seide gebunden, mit einem handkolorierten Holzschnitt ausgestattet und trugen die Unterschrift von Erwin Lang. Haybach brachte auch eine mit Zeichnungen von Erwin Lang illustrierte Ausgabe von Michael Kohlhaas heraus. 1924 folgte die erste, auch von Erwin Lang illustrierte Buchveröffentlichung seines Freundes aus der Kriegsgefangenschaft, Heimito von Doderer, Die Bresche. Ein Vorgang in vierundzwanzig Stunden. Für seinen Halbbruder, den Wiener Juwelier E. Köchert, war er auch als Schmuckdesigner tätig. Von 1924 bis 1938 war er Mitglied des Hagenbundes, ab 1946 Mitglied der Wiener Secession, ferner Mitglied bei der Künstlergilde Salzkammergut (1946–1954 war er auch deren Präsident). Seine Werke sind u. a. im Belvedere, der Albertina, im Wien Museum oder im Österreichisches Theatermuseum Wien zu sehen.
Verheiratet war Lang in 1. Ehe seit 1910 mit der Tänzerin Grete Wiesenthal. Für sie entwarf er die Plakate und Inszenierungen. Aus der 2. Ehe mit Margarethe Dulnig (1907–1977) gingen der Architekt Lukas Matthias Lang und der Maler Konrad Lang hervor. Viele Zeit verbrachte er auf einem Bauernhof in Altmünster am Traunsee.

## Ausstellungen
- 1911 Ausstellung des Hagenbundes
- 1934 Teilnahme an der Biennale in Venedig

## Ehrungen
- 1922 Silberne Staatsmedaille
- 1933 Ehrenpreis der Stadt Wien
- 1934 Preis der Julius-Reich-Stiftung
- 1934 Österreichischer Staatspreis
- 1935 Verleihung des Professorentitels

## Werke
- Dante Alighieri: Das neue Leben. Mit Holzschnitten von Erwin Lang. Avalun-Verlag, Wien 1921.
- Arthur Roessler; Jutta Schulhof: Walter von der Vogelweide. Holzschnitte von Erwin Lang. Carl Konegen, Wien 1921.
- Jutta Schulhof; Arthur Roessler: Deutscher Minnesang. Holzschnitte von Erwin Lang. Carl Honegen, Wien 1921.
- Erwin Lang: Hoffnung auf China. Mit 8 ganzs. Abbildungen. Haybach Verlag, Wien 1922.
- Richard Billinger: Grete Wiesenthal und ihre Schule. Lithographien von Erwin Lang. Haybach Verlag, Wien 1923.
  - Richard Billinger (mit einer Einleitung von Oscar Bie): Grete Wiesenthal. Holzschnitte von Erwin Lang. Pranava Books, 2020.
- Hagenbund (Hrsg.): Lang, Erwin. Frühjahrsausstellung. Mai – Juli 1926. Rabeck 1926.
- Bernhard Kellermann: Schwedenklees Erlebnis. Mit Holzschnitten von Erwin Lang. Strom-Verlag, Wien 1929.
- Hans Brandenburg; Alexander Sacharoff: Der moderne Tanz. Mit 180 Reproduktionen nach 54 Zeichnungen von Hugo Böttinger, Dora Brandenburg-Polster, J. Grandjouan, Erwin Lang, Alexander Sacharoff und nach 126 Photographien. Georg Müller, München, o. J. (ca. 1930).
- Hugo von Hofmannsthal: Jedermann – das Spiel vom Sterben des reichen Mannes. Holzschnitte und Umschlag von Erwin Lang. Bermann-Fischer, Amsterdam 1938.
- Karl Drexel: Feldkurat in Sibirien 1914-1920. Mit einigen Fotos und Holzschnitten von Erwin Lang. Felizian Rauch, Innsbruck 1941.
- Johann Wolfgang von Goethe: Goethes Pandora. Mit einem Schluss von Franz Wickhoff und sechs Holzschnitten von Erwin Lang. Gesellschaft für vervielfältigende Kunst, Wien 1932.
- Johannes Spalt; Gabriele Jurjevec-Koller: Erwin Lang. Holzschnitte. Hochschule für angewandte Kunst, Wien 1990, ISBN 3-85211-007-6.
- Heimito von Doderer: Die sibirische Klarheit – Texte aus der Gefangenschaft. Mit 8 Abbildungen nach Werken von Rudolf Haybach und Erwin Lang. Wendelin Schmidt-Dengler und Martin Loew-Cadonna (Hrsg.). Biederstein Verlag, München 1992, ISBN 3-7642-0201-7.
- Alte Meister – Kunst im Salzkammergut – 1928–2008. (u. a. mit Bildern von Erwin Lang). Bibliothek der Provinz, Großwolfgers 2008, ISBN 978-3-85252-886-1.